# Establo Yamahibiki

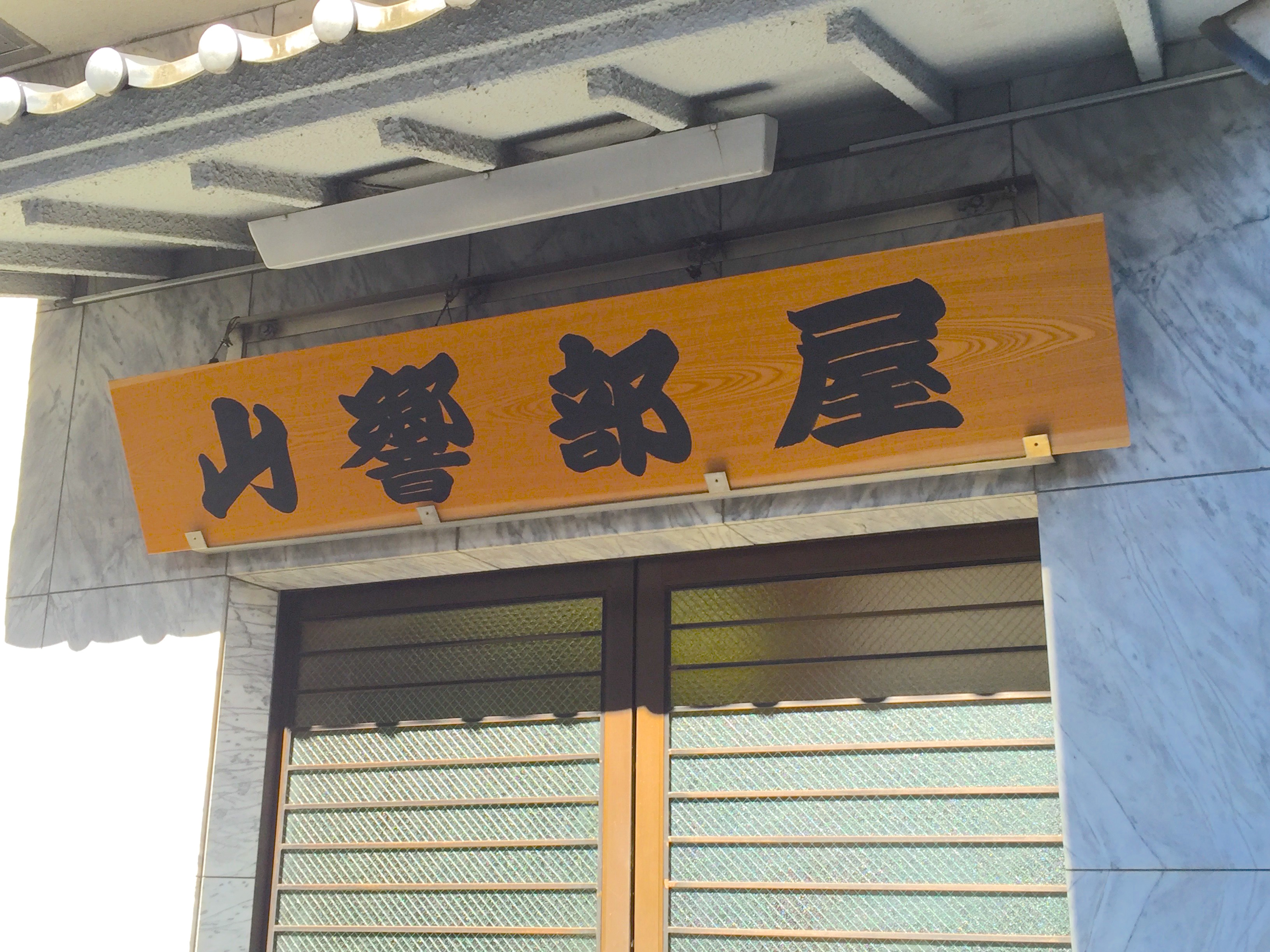
Entrada principal del Establo Yamahibiki

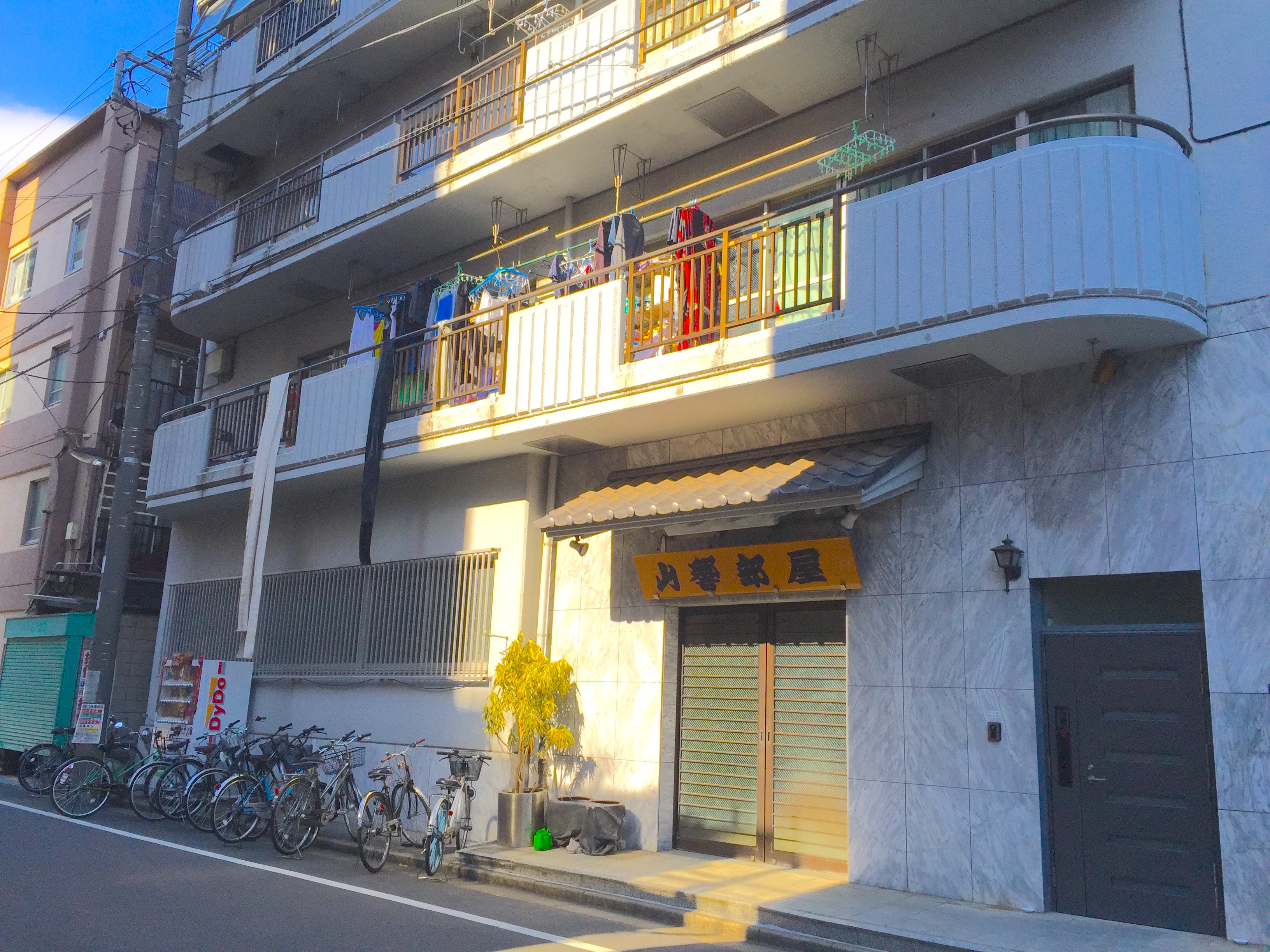
Fachada exterior del Establo Yamahibiki

El Establo Yamahibiki (山響部屋, Yamahibiki-beya) es un establo de entrenamiento de sumo profesional. El recinto forma parte del ichimon Dewanoumi. Fue fundado en 1985 como el Establo Kitanoumi por el ex yokozuna Kitanoumi tras independizarse del establo Mihogaseki. En 2006, Kitanoumi absorbió al establo Hatachiyama[ja], el cuál cerró tras la muerte de su dueño y maestro, el ex ōzeki Hokuten'yū. En mayo de 2010, absorbió también al establo Kise el cual fue clausurado temporalmente después de que su maestro, el maegashira Higonoumi, se viera involucrado en la venta de entradas para los torneos a miembros de la yakuza. Debido a este hecho, el establo poseyó un total de 46 luchadores, convirtiéndolo en uno de los más grandes en el sumo profesional para aquel momento. El establo fue el primero en tener más de 40 luchadores desde el establo Futagoyama en 1998, y tuvo inconvenientes para alojarlos a todos en un mismo recinto. Como resultado, el maestro Kise fue autorizado para reestablecer su establo en abril de 2012, y todos los miembros que pertenecían a Kise, incluyendo a los reclutas Jōkōryū y Sasanoyama[ja], se les permitió regresar a su establo original.
Kitanoumi falleció de cáncer colorrectal y fallo multiorgánico el 20 de noviembre de 2015. El ex maegashira Ganyū, el cual trabajo como entrenador en el establo, asumió el control del mismo como nuevo maestro. Tras esto, el establo fue renombrado como el establo Yamahibiki para coincidir con el nombre de maestro de Ganyū, y dado que el nombre Kitanoumi no podía ser heredado al tratarse de un ichidai-toshiyori kabu o nombre de maestro de generación única. Para junio de 2025, el establo Yamahibiki poseía un total de 15 luchadores. Tras la degradación de Kitataiki en el torneo de julio de 2017 y Kitaharima en el torneo de septiembre de 2017, el establo se quedó sin sekitori por primera vez desde mayo de 2003.

## Nombres de ring
Algunos luchadores de este establo han adoptado nombres de ring o shikona con el prefijo "Kita" o "Hoku (北), significando norte, y extraído del nombre del maestro y fundador del establo, el ex yokozuna Kitanoumi. Ejemplos incluyen a Kitaharima, Kitataiki y Hokuseikai.

## Dueños

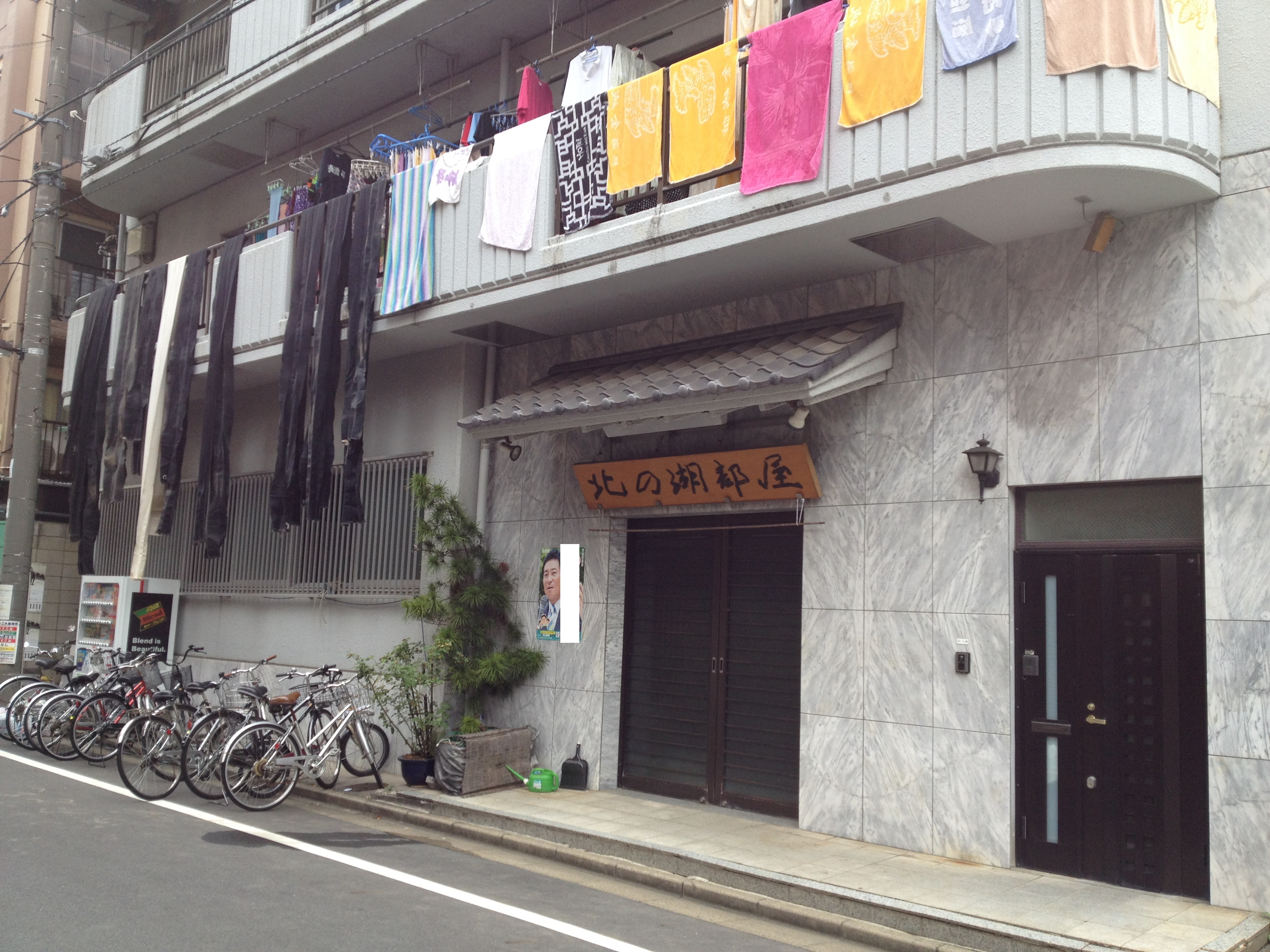
Antigua placa de madera con el nombre del Establo Kitanoumi

- 2015–presente: Yamahibiki Kenji (riji, ex maegashira Ganyū)
- 1985–2015: Kitanoumi (rijichō, el quincuagésimo quinto (55º) yokozuna)

## Entrenadores
- Onogawa Akeyoshi (toshiyori, ex maegashira Kitataiki)

## Luchadores activos destacados

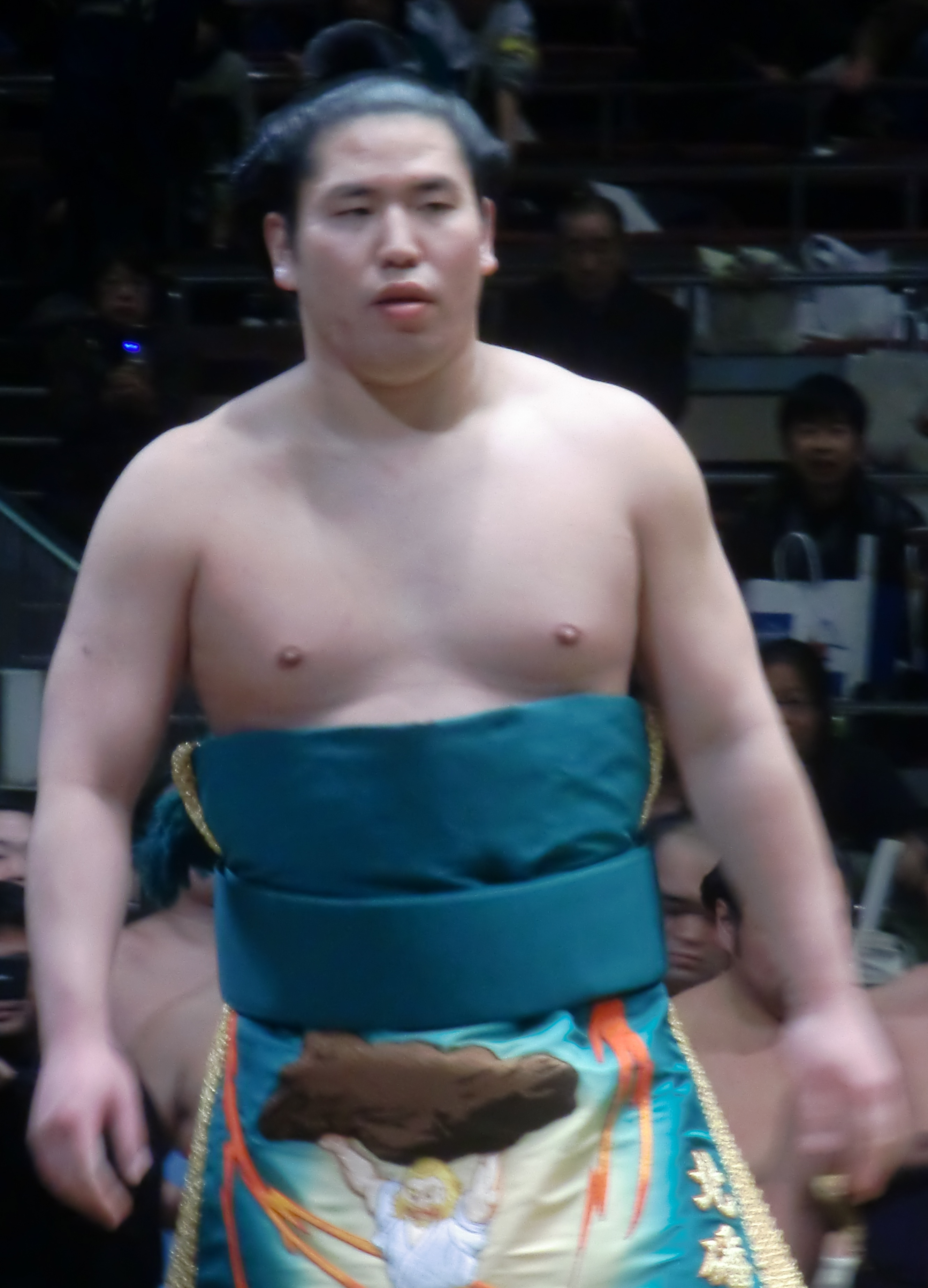
Kitaharima es el luchador más rango en el establo para 2018

- Kataharima (mejor rango: maegashira)
- Nionoumi[ja] (mejor rango: maegashira)

## Luchadores antiguos destacados
- Hakurozan (ex maegashira)
- Kitazakura (ex maegashira)
- Kiyoseumi (ex maegashira)
- Kitataiki (ex maegashira)
- Ōrora (ex makushita)

## Gyōji
- Kimura Kankurō (jūryō gyōji, de nombre real: Yoshimi Nakamura)

## Yobidashi
- Tasuke (jūryō yobidashi, de nombre real: Taisuke Kominami)
- Sōichi (makushita yobidashi, de nombre real: Sōichi Takahashi)
- Hiromasa (jonokuchi yobidashi, de nombre real: Hiromasa Nakamura)

## Tokoyama
- Tokoasa (tokoyama de primera clase)

## Ubicación y acceso
Kiyosumi 2-10-11, barrio especial de Kōtō, Tokio. A 3 minutos caminando desde la Estación Kiyosumi-Shirakawa (Línea Hanzōmon y Línea Ōedo)